# Kompania graniczna KOP „Bryckie”

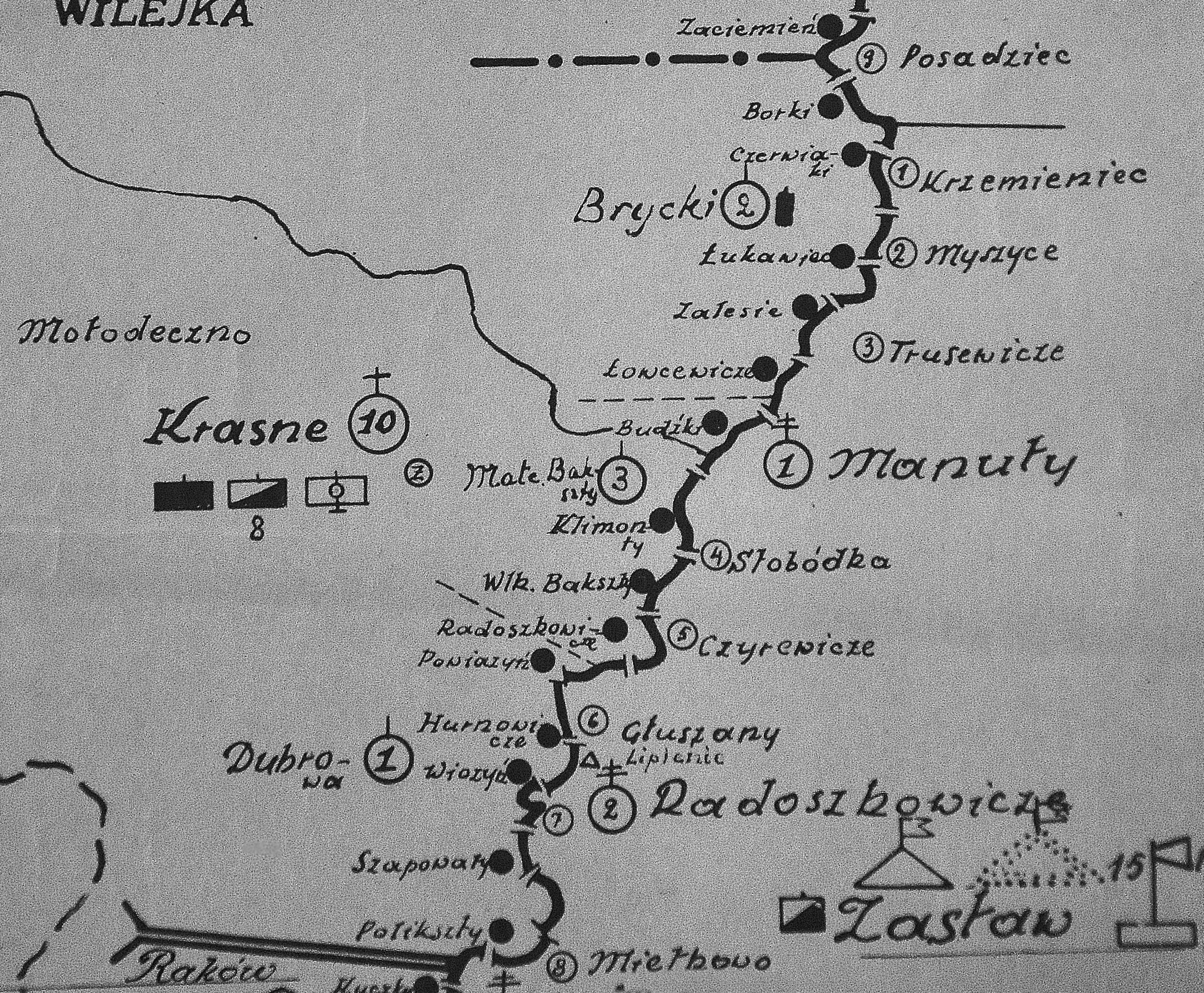
Rozmieszczenie batalionu KOP „Krasne” w 1931

Kompania graniczna KOP „Bryckie” – pododdział graniczny Korpusu Ochrony Pogranicza pełniący służbę ochronną na granicy polsko-radzieckiej.

## Formowanie i zmiany organizacyjne
Na podstawie rozkazu szefa Sztabu Generalnego L. dz. 12044/O.de B./24 z 27 września 1924, w pierwszym etapie organizacji Korpusu Ochrony Pogranicza sformowano 10 batalion graniczny , a w jego składzie 10 kompanię graniczną KOP „Nowa Huta”.
W listopadzie 1936 kompania liczyła 2 oficerów, 9 podoficerów, 5 nadterminowych i 98 żołnierzy służby zasadniczej.
W 1939 2 kompania graniczna KOP „Bryckie” podlegała dowódcy batalionu KOP „Krasne”.

## Służba graniczna
Podstawową jednostką taktyczną Korpusu Ochrony Pogranicza przeznaczoną do pełnienia służby ochronnej był batalion graniczny. Odcinek batalionu dzielił się na pododcinki kompanii, a te z kolei na pododcinki strażnic, które były „zasadniczymi jednostkami pełniącymi służbę ochronną”, w sile półplutonu. Służba ochronna pełniona była systemem zmiennym, polegającym na stałym patrolowaniu strefy nadgranicznej i tyłowej, wystawianiu posterunków alarmowych, obserwacyjnych i kontrolnych stałych, patrolowaniu i organizowaniu zasadzek w miejscach rozpoznanych jako niebezpieczne, kontrolowaniu dokumentów i zatrzymywaniu osób podejrzanych, a także utrzymywaniu ścisłej łączności między oddziałami i władzami administracyjnymi. Miejscowość, w którym stacjonowała kompania graniczna, posiadała status garnizonu Korpusu Ochrony Pogranicza.
2 kompania graniczna „Bryćki” w 1934 ochraniała odcinek granicy państwowej szerokości 28 kilometrów 620 metrów. Po stronie sowieckiej granicę ochraniały zastawy „Krzemieniec”, „Myszyce” i „Trusewicze” z komendantury „Manuty” .
Wydarzenia
- We wrześniu 1929 sierż. Roman Kowalski zabrał z kancelarii kompanii poufne akta, które przekazał agentowi Szymonowi Wajsbortowi z Radoszkowicz. Agent po ich sfotografowaniu, zwrócił je Kowalskiemu i wypłacił mu nagrodę w wysokości 40 zł. W październiku podoficer został aresztowany wraz z ośmioma osobami cywilnymi podejrzanymi o szpiegostwo na rzecz ZSRR. Jeszcze tego samego miesiąca sąd w Wilejce skazał go na karę śmierci. Prezydent RP skorzystał z prawa łaski zmieniając karę na dożywotnie więzienie[9].

Kompanie sąsiednie
- 1 kompania graniczna KOP „Olkowicze” ⇔ 3 kompania graniczna KOP „Bakszty Małe” – 1928[10], 1929[11], 1931[8] , 1932[12], 1934[13], 1938[14]

## Walki kompanii w 1939
17 września 1939 strażnice 2 kompanii granicznej „Bryckie” zaatakowane zostały przez żołnierzy 100 Dywizji Strzeleckiej i pograniczników. Strażnice „Łowcewicze” Sowieci opanowali o 5:05. Poległo 3 Polaków, 9 dostało się do niewoli. Zginął jeden żołnierz NKWD, kilku odniosło rany.

## Struktura organizacyjna
| Struktura organizacyjna kompanii granicznej KOP „Bryckie” |                                |                                |                                |                       |
| Lata                                                      | 1928-1929                      | 1931                           | 1932-1934                      | 1938-1939             |
| Strażnice                                                 | —                              | strażnica KOP „Borki”          | strażnica KOP „Borki”          | strażnica KOP „Borki” |
| Strażnice                                                 | (37) strażnica KOP „Czerwiaki” | (37) strażnica KOP „Czerwiaki” | (37) strażnica KOP „Czerwiaki” | —                     |
| Strażnice                                                 | (38) strażnica KOP „Łukawiec”  | (38) strażnica KOP „Łukawiec”  | strażnica KOP „Baturyn”        | —                     |
| Strażnice                                                 | strażnica KOP „Zalesie”        |                                |                                |                       |
| Strażnice                                                 | strażnica KOP „Łowcewicze”     |                                |                                |                       |
| Inne                                                      |                                |                                |                                | pluton odwodowy       |

## Dowódcy kompanii
- kpt. Julian II Markowski (był 30 IX 1928 − 12 II 1930)[20]
- kpt. Józef Sołtysiak (12 II 1930 −)[20]
- kpt. Stanisław Kulik (XI 1935 − 1936)[j]
- kpt. piech. Stefan Mączyński[k] ( - 1939)[21]